# Rejon starodoroski
Rejon starodoroski (biał. Старадарожскі раён) – rejon w centralnej Białorusi, w obwodzie mińskim.